# Aspen Park

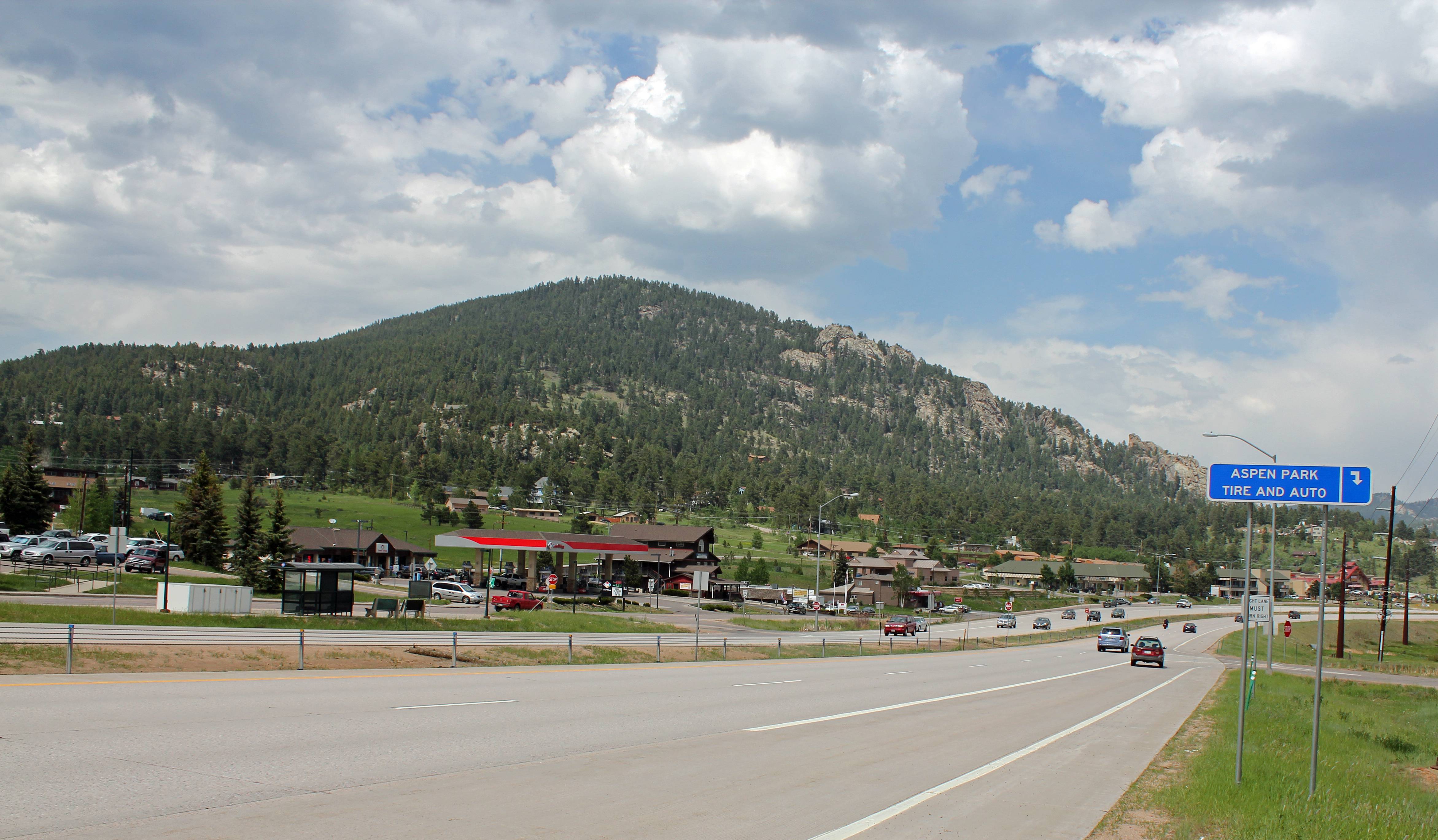
Aspen Park met Highway 285 op de voorgrond

Aspen Park is een plaats (census-designated place) in de Amerikaanse staat Colorado, en valt bestuurlijk gezien onder Jefferson County.

## Demografie
Bij de volkstelling in 2000 werd het aantal inwoners vastgesteld op 874.

## Geografie
Volgens het United States Census Bureau beslaat de plaats een oppervlakte van
6,1 km², geheel bestaande uit land.

## Plaatsen in de nabije omgeving
De onderstaande figuur toont nabijgelegen plaatsen in een straal van 24 km rond Aspen Park.